# ریکاردو اکونا
 ریکاردو اکونا (انگلیسی: Ricardo Acuña؛ زاده ۱۳ ژانویهٔ ۱۹۵۸) یک تنیس‌باز اهل شیلی است.